# Нейгауз, Густав Вильгельмович
Густав Вильгельмович Нейга́уз (нем. Gustav Neuhaus; 10 мая 1847, Калькар, Рейнская провинция — 1938[…], Москва) — русский музыкальный педагог-методист, конструктор. Директор частной Музыкальной школы Г. В. Нейгауза в Елисаветграде Херсонской губ. (ныне Кропивницкий, Украина). Отец Генриха Нейгауза.

## Биография
Сын мастера, изготавливавшего фортепиано, выходца из Голландии. Окончил Кёльнскую консерваторию (1870) как пианист, учился у Эрнста Рудорфа и директора консерватории Фердинанда Хиллера. После этого отправился в Россию, первоначально как учитель музыки в семье княгини А. А. Ширинской-Шихматовой. В 1899 году, получив поддержку и рекомендации от Николая Римского-Корсакова, Александра Глазунова, Феликса Блуменфельда, открыл в Елисаветграде собственную музыкальную школу, в которой, помимо его собственного сына Генриха Нейгауза, дочери Натальи Штайнбах-Нейгауз и внучки Астрид Шмидт-Нейгауз, учились, в частности, Феликс Блуменфельд, Ярослав Ивашкевич, Кароль Шимановский, Юлий Мейтус, Вера Разумовская, Наталья Вильперт, Артур Таубе, Екатерина Борщ, Бетя Каминская, Анна Крушинская, Лидия Киреева, Галина Пржишиховская-Глембоцкая, Елизавета Резникова, Станислава Корвин-Шимановская и др.
По воспоминаниям современников, Густав Вильгельмович обладал типичным немецким характером — был упрям и педантичен. Его страсть к порядку доходила до предела. Через полгода после смерти жены, будучи не в состоянии перенести разлуку с ней, в девяностолетнем возрасте предпринял попытку самоубийства — садовым топором перерубил себе вены, но был вовремя спасен.
Похоронен в Москве на Старом Немецком кладбище.